# 威斯康星大學斯托特分校
威斯康星大學斯托特分校（University of Wisconsin–Stout，亦稱：UW–Stout或Stout）是威斯康星大學系統內、位於美國威斯康星州梅諾莫尼的一所公立理工大學，成立於1891年。其名稱是為了紀念創始人詹姆斯·赫夫·斯托特，與帕克塞德分校是威斯康辛大學中僅有的兩所不以所在地命名的分校。2015年《美國新聞與世界報道》在“中西部地區大學”排名中將其列在第65位。

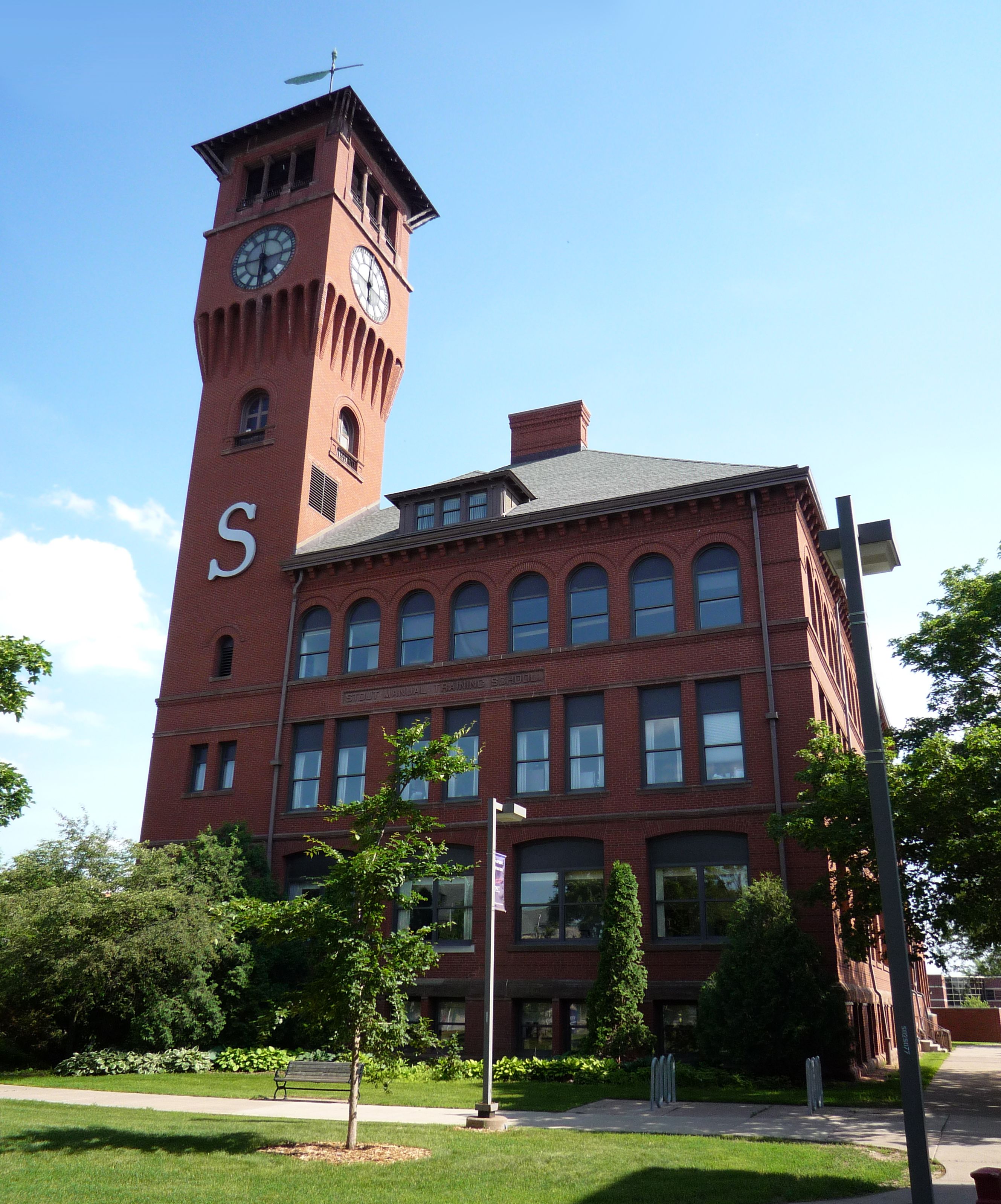
鮑曼廳（Bowman Hall）是該大學校區裡面最古老的建築物